# Helina luteisquama
Helina luteisquama este o specie de muște din genul Helina, familia Muscidae. A fost descrisă pentru prima dată de Zetterstedt în anul 1845. Conform Catalogue of Life specia Helina luteisquama nu are subspecii cunoscute.